# Andrzej Łukoski
Andrzej Łukoski (Ternopil', 23 ottobre 1923 – Varsavia, 18 agosto 1944) è stato un militare polacco, distintosi come ufficiale nel corso della rivolta di Varsavia nel corso della seconda guerra mondiale. Insignito della Croce d'argento dell'Ordine Virtuti militari.

## Biografia
Nacque a Ternopil' il 23 ottobre 1923, figlio di Kazimierz e Irena Jung.  Studiò nel 1º Corpo dei Cadetti a Leopoli e , poi alla scuola media di Stanisławów.
Insieme a suo fratello Jerzy apparteneva al distretto PET (Futuro) di Żoliborz e nel gennaio 1941, con l'intero distretto, si unì ai gruppi d'assalto (Grupy Szturmowe) delle Schiere grigie. Ha partecipato a molte azioni di sabotaggio.
Si distinse in azione a Celestynów il 20 maggio 1943 (salvataggio di prigionieri trasportati in treno al campo di concentramento di Auschwitz), nell'Operazione "Salt" il 27 maggio 1943 (sequestro di prodotti chimici utilizzati per produrre esplosivi), come comandante il 22 novembre 1943 vicino a Szymanów (sparatoria e deragliamento di un treno sulla linea Varsavia-Berlino), e ancora come comandante nella notte tra il 3 e il 4 aprile 1944 vicino a Choszczówka (deragliamento di un treno tedesco sulla linea Varsavia-Królewiec). Nella primavera del 1944 completò il secondo turno della scuola per cadetti ufficiali della riserva "Agricola"  classificandosi al primo posto e ottenendo il grado di sergente cadetto.
Durante la rivolta di Varsavia prestò servizio come vicecomandante della 1ª compagnia "Maciek" del battaglione "Zośka" (Gruppo "Radosław" - Reggimento "Broda 53"). Combatté a Wola e nella Città Vecchia. Morì in combattimento il 18 agosto nella zona dell'Arsenale, in ul. Tinture, all'età di 22 anni. Insignito della Croce d'argento dell'Ordine Virtuti militari (ordine del Comandante dell'Armia Krajowa n. 507 dell'11 agosto 1944), promosso postumo al grado di tenente. Nell'aprile 1945 la salma venne riesumata e trasferita nel cimitero militare di Powązki, nel settore destinato ai soldati e agli infermieri del battaglione "Zośka" (sezione A20-5-20).
Anche suo fratello minore Jerzy ("Żereń"), nato il 22 giugno 1926 e deceduto il 23 agosto 1992, combatté nell'insurrezione di Varsavia nel 1ª plotone "Sad" della 2ª compagnia "Rudy" del battaglione "Zośka".